# Matthew Longstaff
Pour les articles homonymes, voir Longstaff.
Matthew Longstaff, né le 21 mars 2000 à Rotherham, est un footballeur anglais qui évolue au poste de milieu de terrain au Toronto FC.
Il est le neveu d'Alan Thompson, ancien footballeur international anglais, et le frère de Sean Longstaff, qui évolue lui aussi à Newcastle United.

## Biographie

### En club
Matthew Longstaff dispute son premier match professionnel le 28 août 2019, lors du second tour de la Coupe de la Ligue face à Leicester City. Le 6 octobre 2019, il dispute son premier match et marque son premier but en Premier League face à Manchester United (victoire 1-0). Ce match constitue également un record de précocité en Premier League pour lui et son frère Sean, depuis les frères Gary et Phil Neville avec Manchester United en 1995.
Le 1er septembre 2022, il est prêté à Colchester United.

### En sélection
Matthew Longstaff est sélectionné pour la première fois [Quand ?] avec l'Équipe d'Angleterre de des moins de 20 ans pour une double confrontation face au Portugal et à l'Islande.

## Statistiques
| Saison                | Club                  | Championnat           | Championnat | Championnat | Championnat | Coupe nationale | Coupe nationale | Coupe nationale | Coupe de la Ligue | Coupe de la Ligue | Coupe de la Ligue | Compétition(s) continentale(s) | Compétition(s) continentale(s) | Compétition(s) continentale(s) | Compétition(s) continentale(s) | Total | Total | Total |
| Saison                | Club                  | Division              | M.          | B.          | P.d.        | M.              | B.              | P.d.            | M.                | B.                | P.d.              | Comp.                          | M.                             | B.                             | P.d.                           | M.    | B.    | P.d.  |
| 2019-2020             | Newcastle United      | Premier League        | 9           | 2           | 0           | 5               | 1               | 0               | 1                 | 0                 | 0                 | -                              | -                              | -                              | -                              | 15    | 3     | 0     |
| Total sur la carrière | Total sur la carrière | Total sur la carrière | 9           | 2           | 0           | 5               | 1               | 0               | 1                 | 0                 | 0                 | -                              | -                              | -                              | -                              | 15    | 3     | 0     |